# Kunerad
Kunerad es un municipio del distrito de Žilina en la región de Žilina, Eslovaquia, con una población estimada a final del año 2024 de 1144 habitantes.
Se encuentra ubicado al oeste de la región, cerca del curso alto del río Váh (cuenca hidrográfica del Danubio) y de la frontera con la región de Trenčín.

## Demografía
| Año        | 1994 | 2004    | 2014    | 2024     |
| ---------- | ---- | ------- | ------- | -------- |
| Población  | 882  | 931     | 1010    | 1144     |
| Diferencia |      | +5,55 % | +8,48 % | +13,26 % |

| Año        | 2023 | 2024    |
| ---------- | ---- | ------- |
| Población  | 1105 | 1144    |
| Diferencia |      | +3,52 % |